# Hymenoptera
Gli imenotteri (Hymenoptera Linnaeus, 1758) sono un ordine di insetti, incluso nella sottoclasse Pterygota (Endopterygota o Oligoneoptera) e, come unico ordine, nella sezione Hymenopteroidea, che comprende oltre 120.000 specie diffuse in tutto il mondo.
Il nome si riferisce alle ali membranose, e deriva dal greco antico ὑμήν (hymèn, "membrana") e πτερόν (pteròn, "ala").
Si dividono in due sottordini: i sinfiti (Symphyta o Chalastogastra), caratterizzati dall'avere l'addome unito al torace senza strozzatura, e gli apocriti (Apocrita o Clistogastra), con torace distintamente separato dall'addome.
Sono insetti di piccole, medie e grandi dimensioni, terrestri, alati o atteri, con livrea di colore vario e con esoscheletro poco consistente. In alcuni gruppi sistematici è frequente il polimorfismo di casta. L'ordine è presente dal Mesozoico (Giurassico inferiore).

## Morfologia dell'adulto

### Capo
Il capo è generalmente ipognato, ma in alcuni gruppi sistematici può essere anche prognato. È molto mobile, collegato al torace da un sottile collo. Ha occhi composti e 3 ocelli (non sempre presenti).

### Antenne
Le antenne sono di forma varia, talora differenti nei due sessi. L'articolo prossimale (scapo) è più o meno allungato e quello successivo (pedicello) breve e di forma conica. Sul pedicello si articola il flagello composto da un numero più o meno elevato di articoli di varia forma, che possono arrivare in numero anche a diverse decine. In generale nelle forme evolute il numero di articoli distali si riduce e la forma è pressoché discoidale. La morfologia e la posizione delle antenne è un importante elemento di identificazione sistematica.

### Apparato boccale
L'apparato boccale è masticatore, masticatore-lambente o masticatore-succhiante. In tutte le forme sono presenti le mandibole che spesso svolgono funzioni non associate all'alimentazione: in molti imenotteri ad esempio sono usate durante lo sfarfallamento per aprire la cella pupale oppure, nelle specie endoparassite, per aprire un varco nel tegumento dell'ospite; in altri sono usate per la costruzione del nido e per trasportare materiale usato allo scopo.
L'elemento che differenzia in modo significativo l'apparato boccale degli imenotteri è il complesso maxillo-labiale, composto dalle due mascelle e dal labbro inferiore.
Pur variando nella forma, la struttura della mascella è quella tipica: composta da un elemento prossimale, detto cardine, articolato all'ipostoma e uno distale, talvolta particolarmente allungato, detto stipite. Sullo stipite si articolano il palpo mascellare composto da 1-6 articoli e, più internamente, i due lobi detti rispettivamente galea e lacinia (in ordine dall'esterno all'interno).
Come accade nell'apparato boccale masticatore tipo degli insetti, il labbro inferiore è composto di due parti: una fissa, detta postlabio, e una distale mobile, detta prelabio. Il postlabio è suddiviso in due elementi morfologici, il submento e, più distalmente, il mento. Il prelabio comprende un elemento basale detto premento sul quale si articolano all'esterno i palpi labiali, e all'interno i lobi. Questi sono distinti in due paraglosse, laterali, e nella glossa, centrale. Nel complesso le paraglosse e la glossa formano la ligula.

### Torace
Il torace è caratterizzato da un grande sviluppo del mesotorace rispetto al protorace e al metatorace, quest'ultimo piuttosto ridotto in sviluppo. Una particolarità propria degli imenotteri apocriti è la connessione dell'urite con il torace vero e proprio, formando un quarto segmento detto propodeo. Il mesonoto è spesso percorso da due solchi detti solchi parapsidali o notauli (plurale di notaulus). I notauli, non sempre ben delineati o addirittura del tutto assenti, hanno un decorso longitudinale e tendono a convergere posteriormente. Suddividono il mesoscuto in tre regioni, una mediana o antero-mediana (talvolta interpretata come un prescuto) e due laterali o latero-posteriori (talvolta interpretate come scuto propriamente detto), contenenti gli scleriti alari (axille e tegule).
Le zampe sono generalmente di tipo ambulatorio, ben sviluppate e robuste. Talvolta presentano adattamenti morfologici che le rendono atte a scavare o ad afferrare prede, trasportare provviste. In alcuni casi sono assenti.

### Ali
Le ali, quando sono presenti, sono in numero di quattro e membranose; le anteriori sono più sviluppate delle posteriori. In posizione di riposo sono ripiegate all'indietro orizzontalmente lungo il dorso dell'addome. L'elemento morfofunzionale più significativo delle ali degli Imenotteri è l'apparato di collegamento dell'ala posteriore all'ala anteriore. Il margine posteriore delle ali anteriori è ripiegato e ad esso si agganciano degli uncini, detti hamuli disposti lungo il margine costale delle ali posteriori. Questo apparato fa in modo che le ali anteriori e quelle posteriori formino un'unica superficie remigante. La robustezza dell'apparato di collegamento può essere tale che le ali restano definitivamente collegate anche in fase di riposo.
La venulazione delle ali è un carattere importante ai fini tassonomici nell'ambito di alcuni gruppi sistematici. In merito alla nomenclatura esistono però delle controversie ancora aperte sull'interpretazione da dare alle nervature alari, perciò nella letteratura sono riportati differenti criteri di nomenclatura. Tali controversie sono dovute ai tentativi d'interpretare la venatura delle ali degli Imenotteri su differenti criteri: evolutivi, anatomici (rapporto tra nervature e tracheazione), morfoanatomici (rapporto tra nervature longitudinali e scleriti basali). A partire dall'elaborazione del Sistema Comstock-Needham sviluppato verso la fine del XIX secolo, nel corso del XX secolo sono stati proposti fino agli anni '60 diversi modelli di riferimento. Alcuni proponevano derivazioni dal Sistema Comstock-Needham, altri sistemi specifici che prescindevano dalle omologie con gli altri ordini di Insetti, altri ancora cercavano di estrapolare in una sintesi le teorie precedenti. La diatriba fondamentale consiste nell'interpretazione della nervatura media: secondo certi modelli questa nervatura sarebbe scomparsa, mentre altri la interpretano come una nervatura che ha un decorso comune con la radio nel tratto prossimale per poi derivare in un tratto libero nella regione remigante distale. Allo stato attuale non esiste uno standard universalmente condiviso, ma l'orientamento attualmente più diffuso è quello di adottare lo schema di Herbert H. Ross nel 1936 con successivi adattamenti.

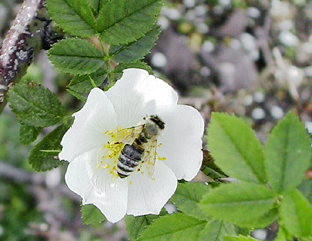
Su una rosa

Venature dell'ala anteriore secondo l'interpretazione di Ross (1936)
Legenda (per i dettagli vedi testo):
C: costa
Sc: subcosta
R: radio
Rs: settore del radio
M: media
Cu: cubito
A: anali
h: omerale
r: trasverse radiali
r-m: radio-mediali
m-cu
medio-cubitali o ricorrenti
cu-a: cubito-anale
cv: trasversa anale

L'interpretazione data da Ross si basa sul particolare attacco dell'ala posteriore all'ala anteriore: l'aggancio degli hamuli causa una trazione in senso trasversale nella zona mediana dell'ala anteriore (all'altezza dello stigma). Per questo motivo le nervature longitudinali subirebbero delle marcate deviazioni in senso antero-posteriore in modo da fornire all'ala una resistenza intrinseca alla trazione. Adottando il modello di Ross la nomenclatura specifica per l'ala anteriore sarebbe la seguente:
- Nervature longitudinali:
  - C: Costa. Percorre il margine anteriore fino allo pterostigma, da cui è separato da una evidente interruzione;
  - Sc: Subcosta. Si suddivide in due rami prima dello pterostigma: il ramo superiore (Sc1) si collega alla Costa, quello inferiore devia in senso antero-posteriore e si fonde con il ramo del Radio (Sc2+R1) per poi separarsi nuovamente in corrispondenza dello stigma.
  - R: Radio. È fusa con la Media nel tratto prossimale, poi si separa da essa e si divide nei due rami, ramo del Radio (R1) e settore radiale (Rs). Il ramo del Radio si fonde con la Subcosta 1 per poi separarsi in corrispondenza dello stigma. Il settore radiale devia in senso antero-posteriore e si fonde con la Media. All'altezza dello stigma si separa dalla Media con una deviazione in avanti e prosegue in senso longitudinale.
  - M: Media. Questa nervatura è quella che ha originato le diatribe sulla nomenclatura. Secondo lo schema di Ross, è inizialmente fusa con il Radio, poi si separa e si fonde con la Cubito 1 (M+Cu1. In un tratto successivo si separa e devia in avanti per fondersi con il settore radiale (M+Rs). All'altezza dello stigma si separa nuovamente e innerva in senso longitudinale la parte mediana della regione remigante distale.
  - Cu: Cubito. Dopo il tratto basale si divide nei due rami anteriore e posteriore. La Cubito 1 subisce una deviazione in senso postero-anteriore e si fonde con la Media (M+Cu1). In seguito si separa e ha un percorso caratterizzato da marcate deviazioni trasversali all'altezza dello stigma. Qui si suddivide nei rami Cu1a, con decorso longitudinale, e Cu1b con decorso trasversale.
  - 1A, 2A, 3A, 4A: Anali longitudinali.
- Nervature trasversali:
  - h: omerale. Connette la Costa alla Subcosta. In genere è situata nel tratto prossimale separando una cellula costale di ridotto sviluppo.
  - 1r, 2r: trasverse radiali. Sono in numero di due e connettono il ramo anteriore del Radio al settore radiale.
  - 2r-m, 3r-m: trasverse radio-mediali. Sono in numero di due (talvolta tre) e connettono il ramo posteriore del settore radiale alla Media.
  - 1m-cu, 2m-cu: trasverse medio-cubitali. Sono in numero di uno o due, connettono la Media con il ramo anteriore della Cubito. Importanti ai fini sistematici, sono spesso chiamate anche vene ricorrenti.
  - cu-a: trasversa cubito-anale. Connette il ramo anteriore della Cubito alla prima anale.
  - cv: trasversa. Connette la prima anale alla seconda anale.

A causa della disparità delle interpretazioni, la nomenclatura qui riportata è soggetta a molte variazioni nella letteratura, talvolta con un uso differente della stessa nomenclatura adottata nel sistema Comstock-Needham, altre volte con l'uso di termini specifici. Ad esempio, di largo impiego fra gli Autori è il termine di vena ricorrente per indicare le trasverse medio-cubitali. Analogamente, il ramo anteriore del Radio è detto anche metacarpo, il settore radiale marginale, la Media submarginale, la cubito discoidale. Un altro aspetto da tenere presente è che lo schema qui riportato fa riferimento ad un ipotetico imenottero, ma in molte categorie sistematiche la venulazione si semplifica più o meno marcatamente e spesso gli Autori specializzati nello studio di singoli raggruppamenti adottano terminologie specifiche.
Analogamente la nomenclatura relativa alle cellule è soggetta a differenti interpretazioni. In generale, l'orientamento più diffuso è quello di trascurare la nomenclatura relativa alle cellule aperte, data la difficoltà d'individuazione univoca della loro natura, mentre per le cellule chiuse si adottano gli stessi criteri del sistema Comstock-Needham attribuendo il nome della venatura che le delimita anteriormente. Per le cellule situate sopra la Cubito si applica in genere il termine submarginale.

### Addome
L'addome è sessile o peduncolato, costituito da 10 uriti, di cui gli ultimi sono più o meno modificati e ridotti. Negli apocriti vi è una marcata differenziazione della morfologia dell'addome nella parte anteriore. Oltre allo spostamento del I urite nella regione toracica, a formare il propodeo, gli apocriti presentano un restringimento del II urite oppure del II e III, detto peziolo. Talvolta il peziolo è particolarmente allungato, talvolta si riduce in lunghezza fino a rendere l'addome secondariamente sessile. La parte dell'addome che segue il peziolo, composta dal III o dal IV urite in poi, è detta gastro.

### Ovopositore
L'ovopositore è formato dal VIII e IX urosternite. Questi sterniti formano delle lamine, dette valviferi, di cui il primo paio si articola con due formazioni laminari laterali. Fra le due coppie di valviferi emergono le valvule, distinte rispettivamente in prime valvule, seconde valvule e terze. Le prime sono fuse a formare una guaina in cui scorrono le seconde valvule. Le prime e seconde valvule sono fortemente sclerificate e formano un organo perforante detto terebra. Le terze valvule sono più ampie e meno sclerificate e avvolgono la terebra. Un'importante distinzione riguarda la funzione svolta dalla terebra:
- Negli Imenotteri Terebrantia l'apertura genitale è dislocata alla base dell'ovopositore e la terebra è utilizzata effettivamente come ovopositore oltre che come organo perforante.
- Negli Imenotteri Aculeata l'apertura genitale è dislocata davanti e la terebra ha perso la sua primitiva funzione. L'ovopositore si ritrae nell'addome ed è estroflettibile, assumendo la funzione di organo di difesa o offesa. In questi imenotteri la terebra è detta aculeo o pungiglione.

## Stadi giovanili
Gli imenotteri sono insetti olometaboli o ipermetaboli.
Le larve sono riconducibili a due tipi.
1. Larve dotate di vita autonoma. Rientrano in questo tipo le larve eruciformi, apparentemente simili ai bruchi dei lepidotteri. Queste larve hanno un esoscheletro robusto, capo ben differenziato con apparato boccale masticatore ben sviluppato, si muovono per mezzo di tre paia di zampe toraciche e di 6-8 paia di pseudozampe addominali presenti a partire dal II urite. Rientrano in questo tipo anche le larve apode, adattate a vivere come minatrici all'interno di tessuti vegetali.
2. Larve non dotate di vita autonoma. Rientrano in questo tipo le larve che svolgono il loro sviluppo all'interno di un nido oppure, come endoparassite, all'interno di un ospite. Hanno una marcata semplificazione morfologica, con esoscheletro molle, capo poco distinto o per nulla differenziato, apparato boccale semplificato, assenza di organi visivi e di organi di deambulazione. Esiste una marcata eterogeneità morfologica del primo stadio larvale, fino a distinguere una quindicina di differenti forme larvali.

Le pupe sono generalmente exarate, cioè con appendici libere, e adectiche, cioè con mandibole non articolate. Si formano all'interno dell'ospite o del nido, oppure all'esterno, in prossimità dell'ospite. Sono immobili e non si nutrono.

## Riproduzione
Gli Imenotteri si riproducono sia per anfigonica, con la quale si producono le femmine, sia per partenogenetica, con la quale si producono i maschi. Il fatto che i maschi siano aploidi favorisce l'altruismo. Nelle forme parassite è comune la poliembrionia.

## Alimentazione
Negli imenotteri sono rappresentati svariati regimi alimentari. In base al regime alimentare gli imenotteri sono importanti sotto tre differenti aspetti:
- Diverse specie, diffuse soprattutto fra gli imenotteri primitivi, sono fitofaghe. Fra i fitofagi si annoverano in particolare forme fillofaghe, carpofaghe, antofaghe, spermatofaghe, palinofaghe e xilofaghe.
- I Terebrantia comprendono specie parassite di grande interesse perché spesso utili come ausiliari nella lotta biologica. Altre specie, fra gli Aculeati, sono invece per lo più predatrici ma il loro ruolo negli agrosistemi è talvolta controverso.
- Fra gli Apoidei sono comprese insetti di fondamentale importanza come pronubi. Il loro regime alimentare è basato per lo più sul polline, come fonte proteica, e su liquidi zuccherini (nettare, secondariamente melata, ecc.) come fonte energetica. Svolgono pertanto un ruolo ecologico essenziale per la riproduzione delle piante ad impollinazione entomofila.

## Etologia
La maggior parte degli imenotteri conduce vita solitaria, comunque in questo ordine sono rappresentate le forme più evolute e complesse di struttura sociale e le più interessanti dal punto di vista etologico. Le società possono essere monoginiche (governati da una regina) oppure poliginiche (più femmine). Strutture sociali di rilievo sono quelle delle api, delle vespe e delle formiche.
Altri esempi interessanti dal punto di vista etologico si riscontrano in varie forme di simbiosi sia mutualistica sia parassitica.

## Etimologia
Hymenoptera deriva dal greco: pteros; ali, e hymenos; pelle, membrana, quest'ultima fa riferimento alle ali degli imenotteri membranose.

## Tassonomia
- Sottordine Sinfiti (parafiletico)
  - Superfamiglia Cephoidea
    - Famiglia Cephidae

  - Superfamiglia Megalodontoidea
    - Famiglia Megalodontidae
    - Famiglia Pamphiliidae

  - Superfamiglia Orussoidea
    - Famiglia Orussidae

  - Superfamiglia Siricoidea
    - Famiglia Siricidae

  - Superfamiglia Tenthredinoidea
    - Famiglia Argidae
    - Famiglia Blasticotomidae
    - Famiglia Cimbicidae
    - Famiglia Diprionidae
    - Famiglia Pergidae
    - Famiglia Tenthredinidae

  - Superfamiglia Xyeloidea
    - Famiglia Anaxyelidae
    - Famiglia Xyelidae
    - Famiglia Xiphydriidae
- Sottordine Apocriti
  - Superfamiglia Apoidea
    - Famiglia Ampulicidae
    - Famiglia Andrenidae
    - Famiglia Apidae
    - Famiglia Colletidae
    - Famiglia Crabronidae
    - Famiglia Halictidae
    - Famiglia Heterogynaidae
    - Famiglia Megachilidae
    - Famiglia Melittidae
    - Famiglia Sphecidae
    - Famiglia Stenotritidae

  - Superfamiglia Ceraphronoidea
    - Famiglia Ceraphronidae
    - Famiglia Megaspilidae

  - Superfamiglia Chalcidoidea
    - Famiglia Agaonidae
    - Famiglia Aphelinidae
    - Famiglia Chalcididae
    - Famiglia Eucharitidae
    - Famiglia Eulophidae
    - Famiglia Eupelmidae
    - Famiglia Eurytomidae
    - Famiglia Leucospidae
    - Famiglia Mymaridae
    - Famiglia Ormyridae
    - Famiglia Perilampidae
    - Famiglia Pteromalidae
    - Famiglia Rotoitidae
    - Famiglia Signiphoridae
    - Famiglia Tanaostigmatidae
    - Famiglia Tetracampidae
    - Famiglia Torymidae
    - Famiglia Trichogrammatidae

  - Superfamiglia Chrysidoidea
    - Famiglia Bethylidae
    - Famiglia Chrysididae
    - Famiglia Dryinidae
    - Famiglia Embolemidae
    - Famiglia Plumariidae
    - Famiglia Sclerogibbidae
    - Famiglia Scolebythidae

  - Superfamiglia Cynipoidea
    - Famiglia Austrocynipidae
    - Famiglia Cynipidae
    - Famiglia Figitidae
    - Famiglia Ibaliidae
    - Famiglia Liopteridae

  - Superfamiglia Evanioidea
    - Famiglia Aulacidae
    - Famiglia Evaniidae
    - Famiglia Gasteruptiidae

  - Superfamiglia Ichneumonoidea
    - Famiglia Braconidae
    - Famiglia Ichneumonidae

  - Superfamiglia Megalyroidea
    - Famiglia Megalyridae

  - Superfamiglia Mymarommatoidea
    - Famiglia Mymarommatidae

  - Superfamiglia Platygastroidea
    - Famiglia Platygastridae
    - Famiglia Scelionidae

  - Superfamiglia Proctotrupoidea
    - Famiglia Austroniidae
    - Famiglia Diapriidae
    - Famiglia Heloridae
    - Famiglia Monomachidae
    - Famiglia Pelecinidae
    - Famiglia Peradeniidae
    - Famiglia Proctorenyxidae
    - Famiglia Proctotrupidae
    - Famiglia Roproniidae
    - Famiglia Vanhorniidae

  - Superfamiglia Stephanoidea
    - Famiglia Stephanidae

  - Superfamiglia Trigonalyoidea
    - Famiglia Trigonalyidae

  - Superfamiglia Vespoidea
    - Famiglia Bradynobaenidae
    - Famiglia Formicidae
    - Famiglia Mutillidae
    - Famiglia Pompilidae
    - Famiglia Rhopalosomatidae
    - Famiglia Sapygidae
    - Famiglia Scoliidae
    - Famiglia Sierolomorphidae
    - Famiglia Tiphiidae
    - Famiglia Vespidae

### Filogenesi
- Superfamiglia Cephoidea
  - Famiglia Cephidae
- Superfamiglia Megalodontoidea
  - Famiglia Megalodontidae
  - Famiglia Pamphiliidae
- Superfamiglia Orussoidea
  - Famiglia Orussidae
- Superfamiglia Siricoidea
  - Famiglia Siricidae
- Superfamiglia Tenthredinoidea
  - Famiglia Argidae
  - Famiglia Blasticotomidae
  - Famiglia Cimbicidae
  - Famiglia Diprionidae
  - Famiglia Pergidae
  - Famiglia Tenthredinidae
- Superfamiglia Xyeloidea
  - Famiglia Anaxyelidae
  - Famiglia Xyelidae
  - Famiglia Xiphydriidae

Sottordine Apocriti
- Proctotrupomorpha

Superfamiglia Chalcidoidea
- - Famiglia Agaonidae
  - Famiglia Aphelinidae
  - Famiglia Chalcididae
  - Famiglia Eucharitidae
  - Famiglia Eulophidae
  - Famiglia Eupelmidae
  - Famiglia Eurytomidae
  - Famiglia Leucospidae
  - Famiglia Mymaridae
  - Famiglia Ormyridae
  - Famiglia Perilampidae
  - Famiglia Pteromalidae
  - Famiglia Rotoitidae
  - Famiglia Signiphoridae
  - Famiglia Tanaostigmatidae
  - Famiglia Tetracampidae
  - Famiglia Torymidae
  - Famiglia Trichogrammatidae

Superfamiglia Cynipoidea
- - Famiglia Austrocynipidae
  - Famiglia Cynipidae
  - Famiglia Figitidae
  - Famiglia Ibaliidae
  - Famiglia Liopteridae

Superfamiglia Mymarommatoidea
- - Famiglia Mymarommatidae

Superfamiglia Platygastroidea
- - Famiglia Platygastridae
  - Famiglia Scelionidae

Superfamiglia Proctotrupoidea
- - Famiglia Austroniidae
  - Famiglia Diapriidae
  - Famiglia Heloridae
  - Famiglia Monomachidae
  - Famiglia Pelecinidae
  - Famiglia Peradeniidae
  - Famiglia Proctorenyxidae
  - Famiglia Proctotrupidae
  - Famiglia Roproniidae
  - Famiglia Vanhorniidae
- Superfamiglia Ceraphronoidea
  - Famiglia Ceraphronidae
  - Famiglia Megaspilidae
- Superfamiglia Ichneumonoidea
  - Famiglia Braconidae
  - Famiglia Ichneumonidae
- Superfamiglia Evanioidea
  - Famiglia Aulacidae
  - Famiglia Evaniidae
  - Famiglia Gasteruptiidae
- Superfamiglia Stephanoidea
  - Famiglia Stephanidae
- Superfamiglia Trigonalyoidea
  - Famiglia Trigonalyidae
- Famiglia Formicidae
- Famiglia Pompilidae
- Famiglia Tiphiidae
- Famiglia Scoliidae
- Superfamiglia Chrysidoidea
  - Famiglia Bethylidae
  - Famiglia Chrysididae
  - Famiglia Dryinidae
  - Famiglia Embolemidae
  - Famiglia Plumariidae
  - Famiglia Sclerogibbidae
  - Famiglia Scolebythidae
- Thynnoidea
- Superfamiglia Apoidea
  - Famiglia Ampulicidae
  - Famiglia Andrenidae
  - Famiglia Apidae
  - Famiglia Colletidae
  - Famiglia Crabronidae
  - Famiglia Halictidae
  - Famiglia Heterogynaidae
  - Famiglia Megachilidae
  - Famiglia Melittidae
  - Famiglia Sphecidae
  - Famiglia Stenotritidae
- Superfamiglia Vespoidea
  - Famiglia Bradynobaenidae
  - Famiglia Mutillidae
  - Famiglia Rhopalosomatidae
  - Famiglia Sapygidae
  - Famiglia Sierolomorphidae
  - Famiglia Vespidae
- Superfamiglia Megalyroidea
  - Famiglia Megalyridae